# Stop Me from Falling
«Stop Me from Falling» — песня австралийской певицы Кайли Миноуг, выпущенная 9 марта 2018 года компанией Darenote. Композиция стала вторым синглом с четырнадцатого студийного альбома исполнительницы Golden (2018). В написании песни, помимо самой Миноуг, принимали участие Стив Макьюэн, Дэнни Шах и Скай Адамс, который также спродюсировал трек.

## История создания
В январе 2018 года Миноуг выпустила композицию «Dancing», ставшую главным синглом с альбома Golden (2018). Спустя два месяца певица анонсировала выпуск сингла «Stop Me from Falling», за день до самого релиза. Премьера трека состоялась на BBC Radio 2 в программе у Криса Эванса. «Stop Me from Falling» стала одной из песен, написанных в Нэшвилле, который оказал «глубокое» влияние на Миноуг и запись пластинки. В написании композиции, помимо самой Миноуг, принимали участие Стив Макьюэн, Дэнни Шах и Скай Адамс, который также спродюсировал трек.
«Stop Me from Falling» — композиция в стиле поп-музыки с элементами кантри, длительностью в три минуты и одну секунду. Ритмическая структура песни схожа с предыдущими треками Миноуг в стиле танцевальной музыки. Сара Мёрфи из журнала Exclaim! назвала трек «звонкой» песней в стиле кантри-поп, которая заставит слушателя танцевать. Рецензенты изданий Idolator и Spin сравнили звучание и продюсирование композиции с синглом «Dancing». Рецензент журнала Spin Анна Гака отметила сходство песни с «Dancing», заключив, что слушателю «не составит труда представить эти два трека на одной пластинке». В композиции рассказывается о том, как певица находится на грани любви.
20 апреля 2018 года состоялась премьера ремикса, записанного при участии кубинского дуэта Gente de Zona. В этой версии Миноуг исполнила свои вокальные партии на английском и испанском языках. «Мне нравится новая мелодия и энергия, которую ребята из Gente de Zona привнесли в „Stop Me from Falling“, и мне было очень приятно встретиться и поработать с ними в Гаване».

## Коммерческий успех
Композиция добралась до 32-й строчки в австралийском хит-параде цифровых треков, но в главный чарт не попала. В Великобритании песня заняла девятое место в инди-чарте. После выпуска альбома трек дебютировал на 78-й строчке в главном чарте синглов, добравшись позже до 52-й позиции. Также песня достигла 12-й строчки в шотландском чарте синглов. В хорватском чарте песня заняла 96-е место, а в испанском хит-параде цифровых треков добралась до девятой строчки.
Ремикс при участии Gente de Zona дебютировал в хит-параде Эквадора на 42=й строчке, которая в итоге стала высшей позицией трека в этом чарте. Песня также попала в польский танцевальный хит-парад, заняв 22-е место.

## Выступления
В марте 2018 года песня вошла в сет-лист промотура Kylie Presents Golden. 6 апреля Миноуг выступила с композицией на Шоу Грэма Нортона, а 9 апреля — на The One Show. 21 апреля Миноуг исполнила песню на концерте, посвящённом 92-летию Королевы Елизаветы II в Альберт-холле. 27 апреля певица выступила с композицией на шоу Good Morning America, а 4 мая — на Sounds Like Friday Night.

## Список композиций
- Цифровая дистрибуция

1. «Stop Me from Falling» — 3:01

- Цифровая дистрибуция[10]

1. «Stop Me from Falling» (при участии Gente de Zona) — 3:00

- Цифровые ремиксы (EP)[24]

1. «Stop Me from Falling» (Joe Stone[англ.] Remix) − 2:42
2. «Stop Me from Falling» (Cerrone Remix) − 3:45
3. «Stop Me from Falling» (PBR Streetgang Remix) − 3:43
4. «Stop Me from Falling» — 3:01

## Участники записи
Информация адаптирована с сайтов Tidal и ASCAP.
- Кайли Миноуг — вокал, автор песни
- Скай Адамс — автор песни, продюсирование, бэк-вокал, гитара, инжиниринг
- Стив Макьюэн[англ.] — автор песни, бэк-вокал, банджо, гитара
- Дэнни Шах — автор песни, бэк-вокал
- Кенцо Таунсенд[англ.] — сведение
- Дик Битэм — мастеринг